# Mérey Kajetán
Mérey Kajetán (Bécs, 1861. január 16. – Bécs, 1931. február 2.) diplomata.

## Életpályája
A Teréz Katonai Akadémián tanult. 1883-ban hadnagyi rangot kapott. 1884-ben a Monarchia külügyi szolgálatába lépett és belgrádi (1885), bukaresti (1886), párizsi (1891-1893) és konstantinápolyi (1893-1895) beosztás után 1895-ben a közös külügyminisztériumban az elnöki osztály vezetője lett. 1899-ben az első hágai békekonferencián az osztrák-magyar küldöttség tagjaként vett részt. 1903-ban titkos tanácsossá nevezték ki. 1904 márciusában a külügyminisztérium első osztályvezetői posztjára nevezték ki, de 1907 februárjában leváltották, és kinevezték a második hágai békekonferencia osztrák-magyar főküldöttjévé. 1910-től quirinali nagykövet lett, mely megbízatás alól rossz egészségi állapota miatt 1914-ben szabadságot kért. 1915-ben a közös külügyminisztériumban kapott beosztást a béketárgyalások előkészítésére. 1917. decemberében kinevezték annak az osztrák-magyar küldöttségnek a vezetőjévé, amely aláírta a fegyverszünetet Oroszországgal, majd tárgyalt az 1918. március 3-án aláírt breszt-litovszki békeszerződésről. Az 1918. május 29-én Bécsben aláírt, Ausztria-Magyarország és Finnország közötti békeszerződés egyik tárgyalója volt. A forradalom után nyugalomba vonult, s azután mint magánember élt a Bécs melletti Badenben. 

## Kitüntetései
- A Francia becsületrend lovagja[7]

## Fordítás
- Ez a szócikk részben vagy egészben  a   Kajetan von Mérey című angol Wikipédia-szócikk ezen változatának fordításán alapul.  Az eredeti cikk szerkesztőit annak laptörténete sorolja fel. Ez a jelzés csupán a megfogalmazás eredetét és a szerzői jogokat jelzi, nem szolgál a cikkben szereplő információk forrásmegjelöléseként.